# Zim
Zim (івр. צים) — є найбільшою вантажною судноплавною компанією в Ізраїлі, і однією з топ-20 найбільших у світі. Штаб-квартира компанії знаходиться в Хайфі; компанія також має штаб-квартиру Північноамериканську в Норфолк, штат Вірджинія.

## Приватизація
У 2004 році ізраїльська Israel Corporation (яка знаходиться під контролем Ofer Brothers Group) придбала 49 % акцій Zim, що належать ізраїльському уряду, ставши єдиним власником компанії. Ново. офіційною назву після приватизації стала Zim Integrated Shipping Services. Угода про покупку на суму близько п'ятисот мільйонів нових ізраїльських шекелях була піддана різкій критиці з боку преси і державного контролера Ізраїлю, як така, що є недослідженою і стає просто ще одним зручним прапор компанії. У 2007 році Zim продав морську логістику та транспортно-експедиційних послуг дочірньої компанії NewLog до ІМП Worldwide.

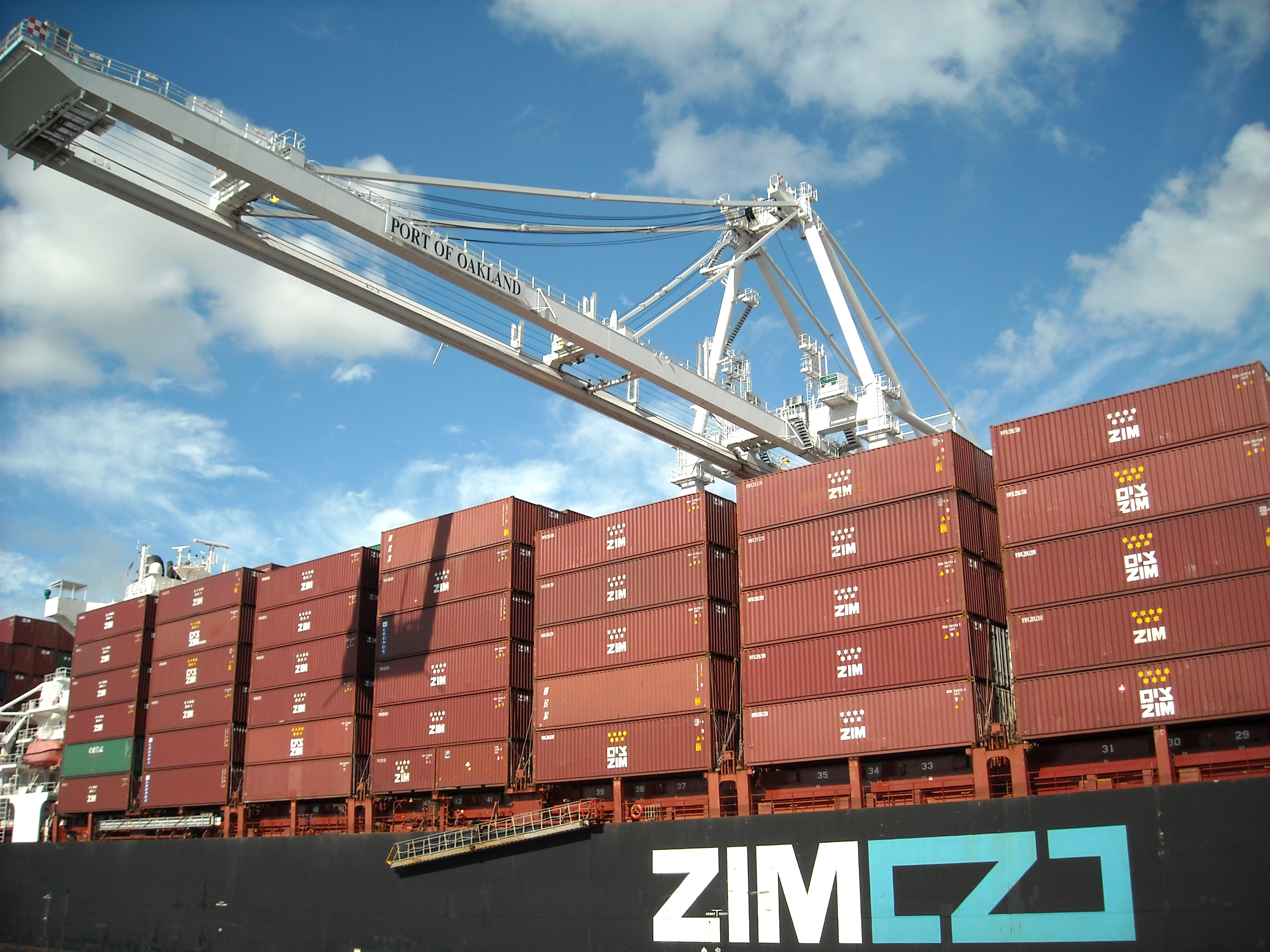
Контейнеровоз Zim

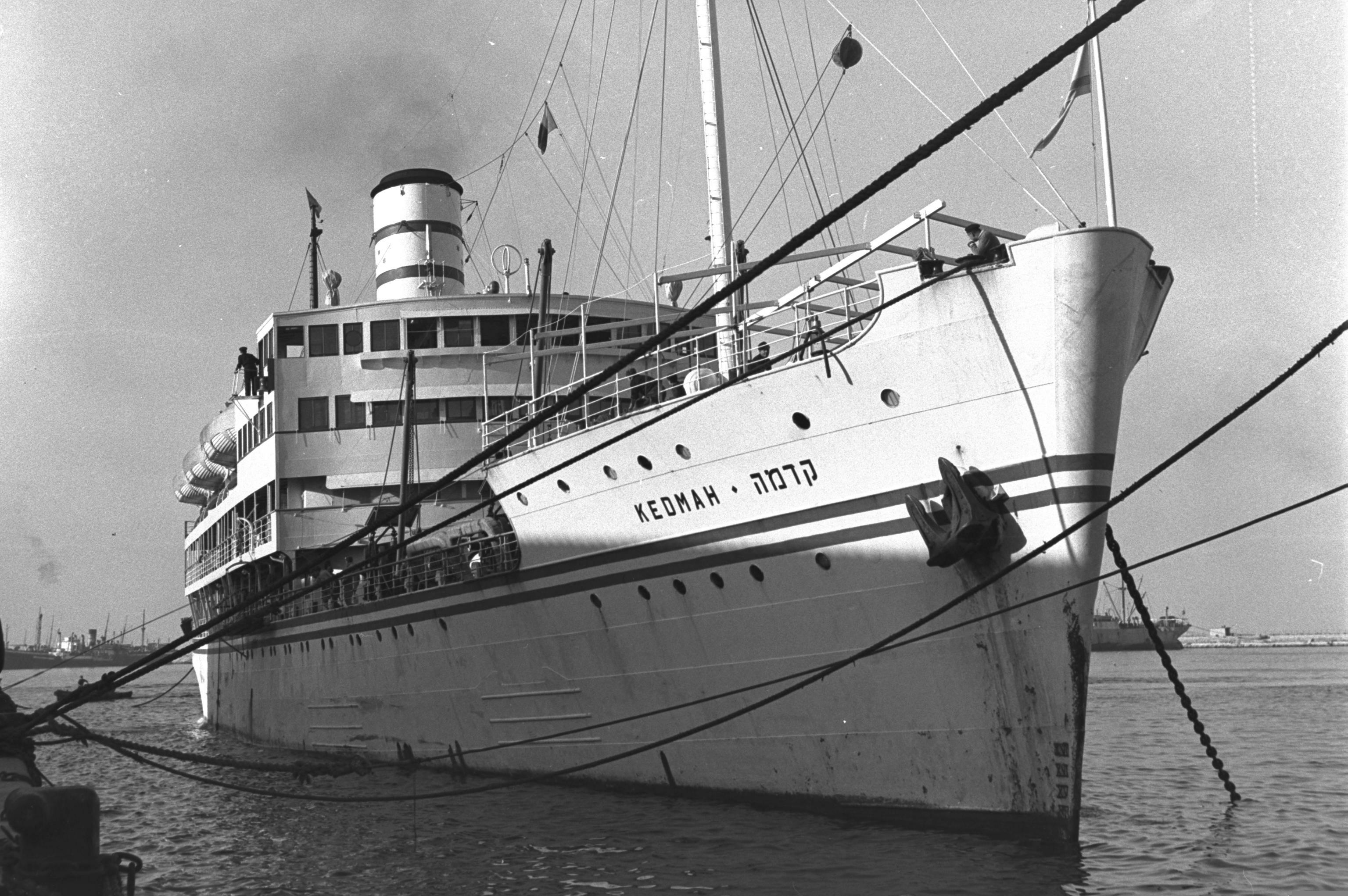
SS Kedma, ZIM перший корабель 1947

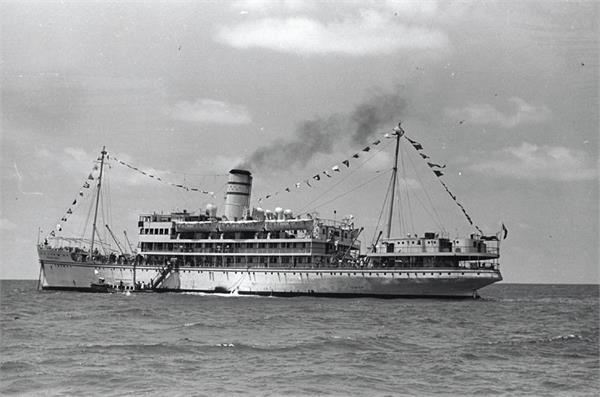
SS Kedma 1947

## Історія
ZIM був заснований 7 червня 1945 року як ZIM Palestine Navigation Company Ltd, Єврейським агентством, Ізраїльською морською лігою та Гістадрутом (Загальна федерація робітників землі Ізраїлю). Перший корабель було придбано у партнерстві з Harris and Dixon (базується в Лондоні) у 1947 році. Це судно було відремонтовано, перейменовано в SS Kedma, і влітку 1947 року відпливло до майбутньої держави Ізраїль. Після створення Держави Ізраїль у 1948 році компанія була перейменована в ZIM Israel Navigation Company Ltd. Протягом перших років її основним завданням було перевезення сотень тисяч іммігрантів до країни, що розвивається. Деякі інші кораблі, які використовувалися для таємної імміграції до створення Ізраїлю як держави, були конфісковані владою британського мандату, а пізніше приєдналися до флоту компанії. Компанія продовжувала купувати нові кораблі, серед яких SS Negba, SS Artza і SS Galila.
Під час війни в Палестині 1947–1949 років компанія була єдиним морським сполученням з Державой Ізраїль, постачаючи продовольство, вантажі та військове обладнання.
У липні 2014 року, коли компанія майже повністю належала корпорації Ізраїль, ZIM було реструктуризовано: 68% акцій групи належали її кредиторам і власникам облігацій, а 32% залишилося в Ізраїльській корпорації, а з початку 2015 року - Kenon Holdings, допоміжна компанія Ізраїльської корпорації.
У середині-кінці 2015 року плани відродити первинне розміщення акцій були реалізовані. ZIM дебютував на Нью-Йоркській фондовій біржі в січні 2021 року за підтримки Citigroup, Goldman Sachs і Barclays.
У березні 2021 року Zim повідомив про найбільший прибуток за свою 75-річну історію.

## Див.також
- Інтермодальні перевезення
- Контейнерні перевезення
- Список найбільших контейнеровозів